# Bulimulus tanneri
Bulimulus tanneri је пуж из реда Stylommatophora и фамилије Orthalicidae. 

## Угроженост
Ова врста је крајње угрожена и у великој опасности од изумирања.

## Распрострањење
Ареал врсте је ограничен на Еквадор, тачније на острвску скупину Галапагос у Пацифику. 